# Robert Evans (astronom)
Robert Owen Evans OAM (ur. 1937 w Sydney) – australijski astronom amator, odkrywca rekordowej liczby supernowych metodą wizualną (tzn. bez wykorzystania fotografii), pastor metodystyczny (Kościół Zjednoczony w Australii).
Evans odkrył 42 supernowe, wszystkich odkryć dokonał metodą wizualną (obserwacja nieba teleskopem newtonowskim). Oliver Sacks nazwał Evansa „sawantem” (genialnym głupcem) za jego niespotykaną zdolność – Evans zapamiętał „tło” 1500 galaktyk i rozpoznawał supernowe jako nowe obiekty, które nagle się na nim pojawiły.
W maju 1996 roku wraz z M.J. Drinkwaterem odkrył kometę C/1996 J1 (Evans-Drinkwater), która w lipcu rozpadła się na dwie części.
Evans jest także autorem książek o historii religii.

## Książki
- Evans, Robert (1993). An Evangelical World-View Philosophy
- Evans, Robert 1996, 2007). An Outline History of Evangelical Revivals in the Pacific Islands and in Papua New Guinea
- Evans, Robert & McKenzie, Roy (1999). Evangelical Revivals in New Zealand
- Evans, Robert (2000,2007). Early Evangelical Revivals in Australia (2nd Ed.)
- Evans, Robert (2005). Evangelism and Revivals in Australia, 1880 to 1914 (First volume)
- Evans, Robert (2005). Fire From Heaven: A Description and Analysis of the Revivals of the 'Burned-Over District' of Upstate New York, 1800-1840, and Spiritual Deceptions.
- Evans, Robert (2007). Emilia Baeyertz - Evangelist: Her Career in Australia and Great Britain